# Vicenç Camp i Tintó
Vicenç Camp i Tintó (Mollet del Vallès, 4 de novembre de 1888 - Barcelona, 19 de febrer de 1973) fou un empresari català. Fou escollit alcalde de Mollet del Vallès des del 27 de febrer de 1930 fins a la proclamació de la Segona República Espanyola, el 14 d'abril de 1931.
Fill d'una família benestant molt lligada al municipi, era conegut amb el malnom de l'Estevet de la Bòbila, ja que era propietari d'una bòbila de teules, totxos i maons, ubicat al costat de la via del Nord. També fou propietari de diversos solars i immobles de Mollet de Vallès, on era un dels màxims contribuents. Per exemple, l'any 1941 va comprar la masia de Can Borrell.
De tarannà conservador, fou el fundador i primer president de la Lliga Regionalista a Mollet del Vallès. També havia estat regidor del municipi (1914-1918), president de l'Associació Catalanista de Mollet del Vallès i formà part de la junta de la Caixa d'Estalvis i Previsió de Mollet (1920-1925). Fou escollit alcalde de la ciutat el 27 de febrer de 1930, amb un consistori format per onze membres, sis dels quals corresponien als majors contribuents del poble i els altres cinc a les persones més votades. Durant el seu mandat municipal, va rescindir el contracte de monopoli de les Pompes Fúnebres i el de l'arrendament de les aigües, així com es manifestà a favor de la llibertat dels presos polítics, enviant un telegrama al President del Consell de Ministres en favor de la llibertat de Francesc Macià, arran dels fets de Prats de Molló. Per altra banda, va preparar les eleccions municipal del 12 d'abril de 1931 i va presentar-se com a candidat per la Lliga, però finalment el partit retirà la seva candidatura.
Després de la Guerra Civil, fou membre de la Comissió d'Informes i Vigilància, que s'encarregava de l'elaboració d'informes polítics de diverses persones del municipi per tal de donar a conèixer el seu passat polític. Aquesta comissió va ser l'encarregada d'elaborar l'informe polític que condemnaria a mort l'alcalde republicà Josep Fortuny, entre d'altres. L'any 1951 es traslladà amb tota la seva família a Barcelona, on morí el 19 de febrer de 1973.